# Estación Ciudadela (soterrada)
Ciudadela es una estación del soterramiento del ferrocarril Sarmiento. Se ubica en el barrio del mismo nombre, partido de Tres de Febrero, Gran Buenos Aires, Argentina.